# Dolní Dobrouč
Dolní Dobrouč település Csehországban, az Ústí nad Orlicí-i járásban. Dolní Dobrouč Libchavy, Dolní Čermná, Hnátnice, Letohrad, Ostrov, Petrovice, Ústí nad Orlicí és Česká Třebová településekkel határos. Lakosainak száma 2588 fő (2024. január 1.).

## Népesség
A település lakosságának változását az alábbi diagram mutatja:
| Lakosok száma | 3566 | 3561 | 2929 | 2499 | 2409 | 2564 | 2593 | 2577 | 2570 | 2588 |
|               | 1869 | 1890 | 1921 | 1950 | 1980 | 2001 | 2017 | 2019 | 2022 | 2024 |